# 謎のDVD
『謎のDVD』（なぞのでぃーぶいでぃー）は、日本のバンド・SEKAI NO OWARIの映像作品。

## 概要
SEKAI NO OWARIが2012年にリリースしたシングル「眠り姫」以降の、通常盤の初回生産分に封入されているスクラッチカードで当たりが出た方にプレゼントしていたDVD。
上記のように各シングルの通常盤の初回生産分にスクラッチカードが封入されており、そのカードで当たりを引くと景品としてこのDVDが入手できる仕組みになっていたため、流通量が少ない。現在はフリマアプリやオークションサイトを筆頭に、高額で取引されている。
ただし、10作目となった「謎のDVD for RAIN」は、シングル「RAIN」の初回限定盤Aの特典映像として収録されているため、多く流通している。
これまでの映像はYouTubeで一部を視聴することができる。

## これまでの作品

### 「謎のDVD for 眠り姫」
セカオワのメンバーが台湾で観光する映像。

### 「謎のDVD for RPG」
セカオワが渋谷パルコ前で「山から下りてきた天狗たち『THE天狗ズ』」に扮し、素性を隠しストリートライブをする映像。

### 「謎のDVD for スノーマジックファンタジー」
楽曲「炎と森のカーニバル」の楽曲に使用するため、新潟県で打ち上げ花火の音を録音する映像。

### 「謎のDVD for 炎と森のカーニバル」
海外版の楽曲の録音のために、アメリカへ行きレコーディングや観光をする映像。

### 「謎のDVD for Dragon Night」
2015年に代々木公園の野外ステージにて行ったフリーライブの映像。

### 「謎のDVD for ANTI-HERO」
富士急ハイランドにある絶望要塞のクリアを目指す映像。

### 「謎のDVD for SOS/プレゼント」
メンバーがそれぞれ２人ずつに分かれ、写真の場所当てクイズを行った映像。

### 「謎のDVD 特別編」
野外イベント「炎と森のカーニバル」で行われた仮装コンテストのグランプリ優勝者の披露宴へサプライズ登場し、楽曲「RPG」を披露する映像。
なお、この映像はスクラッチカードの抽選ではなく、シングル「ANTI-HERO」と「SOS/プレゼント」をどちらも購入した人が閲覧できた。

### 「謎のDVD for Hey Ho」
メンバーがFukaseの提案で地底湖ツアーへ行く映像。

### 「謎のDVD for RAIN」
メンバーそれぞれが、自分のルーツとなった場所を巡り思い出の場所を訪れる映像。
なお、この映像は先述の通りシングル「RAIN」の初回限定盤Aの特典映像として収録されている。